# Parc Natural de l'Arràbida
El Parc Natural de l'Arràbida és una reserva biogenètica situada a la Serra de l'Arràbida, al districte de Setúbal, a Portugal.
El Parc Natural de l'Arràbida va ser declarat l'any 1976, amb una extensió aproximada de 10.800 hectàrees, protegint vegetació maquis de tipus mediterrània nascuda a aquest microclima amb semblances a regions adriàticas, com la Dalmàcia. La fauna és bastant diversificada, malgrat haver sofert grans alteracions des del segle xix. Fins a l'inici del segle XX era encara possible observar llops, porcs senglars i cérvols. El Parc natural està integrat en xarxes internacionais de conservació. Tot el seu territori està classificat com a Lloc d'Especial Interés per a la Conservació de la Natura - Biòtop CORINE. Inclou diverses àrees de Reserva Integral, com la Mata do Solitário, la Mata do Vidal i la Mata Coberta.

## Flora
En aquesta àrea protegida subsisteix vegetació natural de gran importància conservacionista, no sols des del punt de vista nacional sinó també internacional.

## Fauna
Al Parc Natural de l'Arràbida estan registrades un nombre considerable d'espècies, de les quals 213 vertebrats: 8 amfibis, 16 rèptils, 154 aus i 35 mamífers.
Entre els mamífers, cal destacar la rabosa (Vulpes vulpes), la mostela (Mustela nivalis), el turó comú (Mustela putorius), la geneta (Genetta genetta), el conill (Oryctolagus cuniculus), el teixó (Meles meles) i la probable presència del gat salvatge (Felis silvestris) i la fagina (Martes foina). A les grutes hi és associada una fauna molt particular de ratpenats: ratpenat de cova de Schreibers (Miniopterus schreibersii), ratpenat de ferradura mediterrani (Rhinolophus euryale), ferradura grossa (Rhinolophus ferrumequinum) i ratpenat de ferradura mitjà (Rhinolophus mehelyi).
Entre les aus destaquen l'àguila perdiuera (Hieraaetus fasciatus), amb l'única parella que ha nidificat a la costa portuguesa, el falcó pelegrí (Falco peregrinus), el duc (Bubo bubo), l'òliba (Tyto alba), el ballester (Tachymarptis melba), la merla blava (Monticola solitarius), la cotxa fumada (Phoenicurus ochruros), el rossinyol (Luscinia megarhynchos), el pit-roig (Erithacus rubecula), el cargolet (Troglodytes troglodytes), el durbec (Coccothraustes coccothraustes), la puput (Upupa epops), la perdiu roja (Alectoris rufa), la cogullada vulgar (Galerida cristata), el siboc (Caprimulgus ruficollis), el blauet (Alcedo atthis), el picot garser gros (Dendrocopos major), diferents pàrids (Parus), el raspinell comú (Certhia brachydactyla) i el cucut (Cuculus canorus).
Entre els amfibis i els rèptils destaquen la sargantana ibèrica (Podarcis hispanica), la bívia ibèrica (Chalcides bedriagai), la serp blanca (Rhinechis scalaris), la serp verda (Malpolon monspessulanus), l'escurçó ibèric (Vipera latasti) i la serp de ferradura (Hemorrhois hippocrepis). Els recursos hídrics proporcionen abric a la tortuga de rierol (Mauremys leprosa) i a la serp de collaret (Natrix natrix).

## Parc marítim
El Parc Marítim Professor Luiz Saldanha és una àrea de reserva marítima del Parc Natural de l'Arràbida. Fou declarat en 1998 i comprèn prop de 53 km² corresponents als 38 km de costa entre la platja de la Figueirinha i el cap Espichel. És una àrea amb una riquesa natural única, on es troben més de 1000 espècies d'animals i plantes marítimes, que ja a finals del segle xix suscità l'interès del rei D. Carlos, antre d'altres naturalistes i universitats.
El Pla d'Ordenament del Parc Natural de l'Arràbida, aprovat per la Resolució del Consell de Ministres n. 141/2005 de 23 d'agost de 2005, regula les activitats que es poden desenvolupar a les diferents zones del parc marítim, per a així garantir la conservació dels valors naturals i el futur dels recursos pesquers. Aquest pla preveu un període transitori, entre 2006 i 2009, per a l'entrada en vigor gradual de les restriccions aplicables a la flota de pesca comercial específicament licitada per a operar a l'interior del parc marítim. La flota licitada està constituïda exclusivament per embarcacions de Sesimbra amb menys de 7 metres de longitud, les quals difícilment podrien operar fora dels límits del parc marítim.
Al final del període transitori d'aplicació del pla, la pesca comercial licitada tindrà les següents àrees i restriccions:
- una àrea de Protecció Total amb 4 km² (10% de l'àrea del parc) on no serà permesa cap mena de pesca;
- quatre àrees de Protecció Parcial amb um total de 21 km² (40% de l'àrea del parc) on hi haurà restriccions a la pesca amb trampes i palangre, que deuen allunyar-se 200 metres de la costa, i les xarxes seran prohibides;
- tres àrees de Protecció Complementar amb un total de 28 km² (50% de l'àrea del parc) on les embarcacions licitades podran operar segons la llei general.

## Geologia
D'especial importància és l'existència d'afloraments rocosos, principalment els calcaris blancs del sud i els grisos del nord, que generen abundants grutes. Cal mencionar l'existència de la coneguda breixa de l'Arràbida, una roca d'origen sedimentar formada de fragments grans i angulosos, al mig d'una massa de cimentació composta de material més fi. Molt apreciada com a roca ornamental, és vulgarment coneguda com a "marbre de l'Arràbida", malgrat no ser una pedra metamòrfica. Única a Portugal, i probablement al món, fou molt utilitzada a les esglésies i capelles de Setúbal. Malgrat açò, la pedrera d'on era extreta va ser tancada a la dècada dels 70. Encara en l'actualitat és utilitzada pels organismes de Setúbal a les plaques inaugurals.